# 其章郡
其章郡，中国南北朝时设置的郡。
北魏景明年间置其章郡，治今四川省南江县北，属巴州。西魏时废除。
北魏正始年间置其章郡，寄治梁州（今陕西汉中市），下辖符阳县。西魏废帝时设置白石县，属于东巴州（后改为集州）。北周天和五年（570年）治所在符阳县（今四川省通江县西北涪阳镇）。隋文帝开皇三年（583年）废其章郡。所辖符阳县、白石县归属集州。